# Ceraclea macronemoides
Ceraclea macronemoides är en nattsländeart som beskrevs av Malicky 1975. Ceraclea macronemoides ingår i släktet Ceraclea och familjen långhornssländor. Inga underarter finns listade i Catalogue of Life.